# Poa primae
Poa primae är en gräsart som beskrevs av Nikolai Nikolaievich Tzvelev. Poa primae ingår i släktet gröen, och familjen gräs. Inga underarter finns listade i Catalogue of Life.